# Julija Ostapczuk
Julija Ostapczuk-Tkacz (ukr. Ю́лія Анатоліївна Остапчук Ткач ; ur. 26 września 1989 w Kowlu) – ukraińska zapaśniczka startująca w kategorii do 63 kg w stylu wolnym. Trzykrotna olimpijka. Jedenasta w Pekinie 2008; siódma w Londynie 2012 (kategoria 63 kg) i dziewiąta w Rio de Janeiro 2016 roku (kategoria 63 kg).
Złota medalistka na mistrzostwach świata w 2014; srebrna w 2017 i 2023; brązowa w 2015 i 2018; piąta w 2014; 2007; siódma w 2011. Dziewięciokrotna medalistka mistrzostw Europy, złoto w 2011, 2012 i 2020. Mistrzyni igrzysk europejskich w 2019; druga w 2015. Pierwsza w Pucharze Świata w 2022, piąta w 2012 i szósta w 2015. Uniwersytecka mistrzyni świata w 2010 i 2012. Mistrzyni świata (2007) i trzykrotna mistrzyni Europy (2007-2009) w kategorii juniorów.